# Constitution de la Floride
La Constitution de l'État de Floride (en anglais: Constitution of the State of Florida ) est le texte législatif qui établit et décrit les droits, devoirs, structures et fonctions du gouvernement de l'État de Floride. 
Elle est la loi fondamentale de cet État. Depuis sa création, en 1845, la Floride a connu cinq constitutions, l'actuelle fut ratifiée par référendum le 5 novembre 1968.